# Blaow
Blaow ist das Debütalbum des deutschen Rappers Lance Butters. Es erschien am 8. Mai 2015 über die Labels Four Music und Sony Music. Das Album wurde als Standard- und Amazon-Edition, inklusive Instrumentals, veröffentlicht.

## Inhalt und Produktion
Lance Butters rappt auf dem Album überwiegend in seiner typisch arrogant-ignoranten Art und glorifiziert sich dabei oft selbst. Mehrere Lieder beschäftigen sich des Weiteren mit dem Konsum von Marihuana.
Das komplette Album wurde von Lance Butters’ Produzent Bennett On produziert und von Ahzumjot abgemischt.

## Covergestaltung
Das Albumcover der Standard-Edition zeigt Lance Butters, der seine Maske und eine schwarze Mütze trägt. Er ist in weißen Rauch eingehüllt. Am unteren Bildrand befindet sich der Titel Blaow in Weiß. Das Cover der Amazon-Edition ist dunkler gehalten und zeigt weniger Rauch. Man sieht die schwarze Silhouette von Lance Butters, dessen Augen weiß leuchten.

## Titelliste
| #  | Titel               | Länge |
| -- | ------------------- | ----- |
| 1  | Blaow               | 2:26  |
| 2  | Deal with It        | 3:56  |
| 3  | Addicted            | 3:23  |
| 4  | Raw                 | 2:44  |
| 5  | Ich & mein Hut      | 2:56  |
| 6  | Angebot (Skit)      | 2:05  |
| 7  | Puff Puff Pass      | 2:20  |
| 8  | Free Lance Butters  | 4:14  |
| 9  | Auf Deutschrap      | 2:22  |
| 10 | Alltag              | 3:15  |
| 11 | Es zieht / Ich zieh | 4:10  |
| 12 | Weißer Rauch        | 3:54  |
| 13 | 30                  | 2:21  |

Die Amazon-Edition enthält zusätzlich die Instrumentals zu allen Liedern.

## Chartplatzierungen und Singles
Blaow stieg am 15. Mai 2015 auf Platz 2 in die deutschen Charts ein und hielt sich drei Wochen lang in den Top 100. In Österreich erreichte das Album Rang 6 und in der Schweiz Position 31.
Als Singles wurden bereits am 6. März 2015 die Lieder Deal with It und Raw veröffentlicht. Am 20. April 2015 folgte mit Es zieht / Ich zieh die dritte Auskopplung. Keiner der Songs konnte sich in den Charts platzieren. Neben Videos zu den Singles erschienen Musikvideos zu den Tracks Auf Deutschrap, Weißer Rauch und 30.

## Rezeption
Das Album erhielt überwiegend positive Kritiken.
- Die Internetseite laut.de gab dem Album drei von möglichen fünf Punkten und lobt vor allem das Zusammenwirken von Rapper und Produzent:

„Spätestens beim In-Die-Fresse-Instrumental von ‚Raw‘ nickt auch der letzte Kopf im Takt. ‚Du packst 50 Worte in zwei Takte, hast tausend Punchlines, doch die Delivery ist kacke‘. Reimkettenfanatiker und Silbenzähler gehen leer aus. Die hingerotzten Lines bilden mit den perfekt produzierten Beats eine Symbiose, die einfach passt. Der 27-Jährige braucht kein Doubletime oder ausgefeilte Reime, um den gewünschten Effekt zu erzielen. Das simple Rezept funktioniert, weil man dem Eisenmann die ignorante Attitüde abnimmt. […] Eigentlich müsste man enttäuscht sein, dass Lance 2015 immer noch fast ausschließlich über Tussis, Tüten und Taschengeld rappt. Eigentlich. Es ist paradox: Die Kontinuität ist gleichzeitig Stärke und Schwäche. Einerseits sind zwei Jahre ohne Release eine lange Zeit. Andererseits tut genau das ‚Blaow‘ so gut. Nachdem der Maskenmann lange abgetaucht war, freut man sich einfach über den lässig hingerotzten Flow auf den großartigen Produktionen von Bennett On. Und das ist auch die größte Stärke der Platte: Beats und Delivery wirken wie aus einem Guss. Dass die beiden schon seit Jahren zusammenarbeiten, hört man in jeder Sekunde des Langspielers. Der Iron Man des Rap zementiert sich dadurch weiter seine eigene kleine Nische.“

| Professionelle Bewertungen | Professionelle Bewertungen |
| -------------------------- | -------------------------- |
| Kritiken                   |                            |
| Quelle                     | Bewertung                  |
| Juice                      | [ 5 ]                      |
| laut.de                    | [ 6 ]                      |
| rappers.in                 | [ 7 ]                      |

- Auf rap.de wird dem Album ein stimmiges Gesamtbild bescheinigt:

„‚Blaow‘ klingt weder nervig redundant noch langweilig. Höchstens gelangweilt. Denn auch an Lance’ Attitüde hat sich nicht ein Stück geändert. Nach wie vor deeehnt er die Silben und spuckt sie gut durchgekaut wie einen tausendmal mit den Zähnen durchgekneteten Kaugummi auf die düsteren Instrumentale seines kongenialen Partners Bennett On. […] Es geht mitnichten darum, sich ständig neue Geschichten auszudenken, krampfhaft neue Formeln zu entwickeln oder künstlich für Abwechslung zu sorgen. Nein. Es ist viel wichtiger, dass die Haltung stimmt, dass der Wortschatz wiedererkennbar ist, die Beats ein rundes und stimmiges Gesamtbild ergeben. Der Rest kommt dann von selbst. So einfach kann es sein – und so einfach funktioniert ‚Blaow‘. Weil es ein klassisches, ignorantes Rapalbum ist und auch gar nichts anderes sein will.“

- Die Internetseite MZEE bezeichnete das Album als gelungene Weiterentwicklung von Lance Butters:

„Doch kann der arrogante Prollrap auch auf Albumlänge überzeugen? Die Antwort lautet ‚Jein‘. Tatsächlich zeigen sich nach der x-ten übertrieben betonten ‚Ich bin geil, ihr seid scheiße‘-Punchline allmählich Ermüdungserscheinungen. Doch dafür fügt Lance seinem Rap ganz heimlich eine weitere interessante Facette hinzu: Selbstzweifel und Melancholie schimmern immer wieder durch die Texte des sonst so harten Eisenmanns. Die Verletzlichkeit des Lance Butters wird dabei nicht in ausschweifend deepen Kitsch-Tracks umschrieben – und das ist auch gut so. Stattdessen werden Einsamkeit und Probleme meist nur angedeutet, bis sie sich im wohl stärksten Song der Platte ‚Es zieht/Ich zieh‘ völlig entfalten. So liefert der Rapper mit ‚Blaow‘ nicht nur Futter für die Fans von arrogantem Punchlinerap. Er denkt die Figur Lance Butters auch konsequent weiter, macht sie greif- und angreifbarer und somit wesentlich interessanter. Dadurch zeigt er deutlich: Lance kann sehr viel mehr als arrogant sein und Zeilen langziehen.“